# لیسا فن بل
لیسا فن بل (هلندی: Lisa van Belle؛ زادهٔ ۳۰ ژانویهٔ ۲۰۰۴) دوچرخه‌سوار پیست زن اهل هلند است.
وی در مسابقات کشوری و بین‌المللی در مجموع برندهٔ ۱ مدال برنز شده است.